# Anita Wachter
Anita Wachter (Bartholomäberg, Áustria, 12 de fevereiro de 1967) é uma esquiadora profissional austríaca aposentada. Ela se concentrou em eventos técnicos e se tornou especialista em  Giant Slalom. 

## Carreira
Anita se tornou a terceira esquiadora austríaca a conquistar o título geral da Copa do Mundo de Esqui Alpino. Ela também levou uma medalha de ouro olímpica, nos Jogos de Inverno de Calgary 1988, além de cinco medalhas em campeonatos mundiais. 

## Vitórias na Copa do Mundo

### Temporadas
| Ano  | Disciplina   |
| ---- | ------------ |
| 1990 | Giant Slalom |
| 1993 | Geral        |
| 1994 | Giant Slalom |

### Corridas individuais
Anita Wachter conquistou 19 vitórias: 14 no slalom gigante, 2 no super G, 1 no slalom e 2 no combinado.
| Temporada | Data              | Local                     | Disciplina     |
| --------- | ----------------- | ------------------------- | -------------- |
| 1988      | 30 novembro 1987  | Courmayeur, Itália        | Slalom         |
| 1990      | 9 agosto 1989     | Las Leñas, Argentina      | Super G        |
| 1990      | 3 dezembro 1989   | Vail, EUA                 | Slalom Gigante |
| 1991      | 10 fevereiro 1991 | Zwiesel, Alemanha         | Slalom Gigante |
| 1993      | 5 dezembro 1992   | Steamboat Springs, EUA    | Slalom Gigante |
| 1993      | 17 janeiro 1993   | Cortina d'Ampezzo, Itália | Combinado      |
| 1994      | 31 outubro 1993   | Sölden, Áustria           | Slalom Gigante |
| 1994      | 26 novembro 1993  | Santa Caterina, Itália    | Slalom Gigante |
| 1994      | 16 janeiro 1994   | Cortina d'Ampezzo, Itália | Slalom Gigante |
| 1995      | 7 janeiro 1995    | Haus im Ennstal, Áustria  | Super G        |
| 1995      | 23 janeiro 1995   | Cortina d'Ampezzo, Itália | Slalom Gigante |
| 1995      | 18 fevereiro 1995 | Åre, Suécia               | Slalom Gigante |
| 1996      | 17 dezembro 1995  | St. Anton, Áustria        | Combinado      |
| 1996      | 31 janeiro 1996   | Cortina d'Ampezzo, Itália | Slalom Gigante |
| 1999      | 27 dezembro 1998  | Semmering, Áustria        | Slalom Gigante |
| 1999      | 2 janeiro 1999    | Maribor, Eslovênia        | Slalom Gigante |
| 1999      | 24 fevereiro 1999 | Åre, Suécia               | Slalom Gigante |
| 1999      | 13 março 1999     | Sierra Nevada, Espanha    | Slalom Gigante |
| 2000      | 28 dezembro 1999  | Lienz, Áustria            | Slalom Gigante |